# شاهد عینی (فیلم ۱۹۸۱)
شاهد عینی (انگلیسی: Eyewitness) فیلمی در ژانر معمایی و مهیج به کارگردانی پیتر ییتس است که در سال ۱۹۸۱ منتشر شد.

## بازیگران
- ویلیام هرت
- سیگورنی ویور
- کریستوفر پلامر
- جیمز وودز
- مورگان فریمن
- آلبر پالسن
- آلیس درامند
- آیرین ورت
- کنت مک‌میلان
- پاملا رید
- استیون هیل